# 5 Pułk Lotnictwa Bombowego

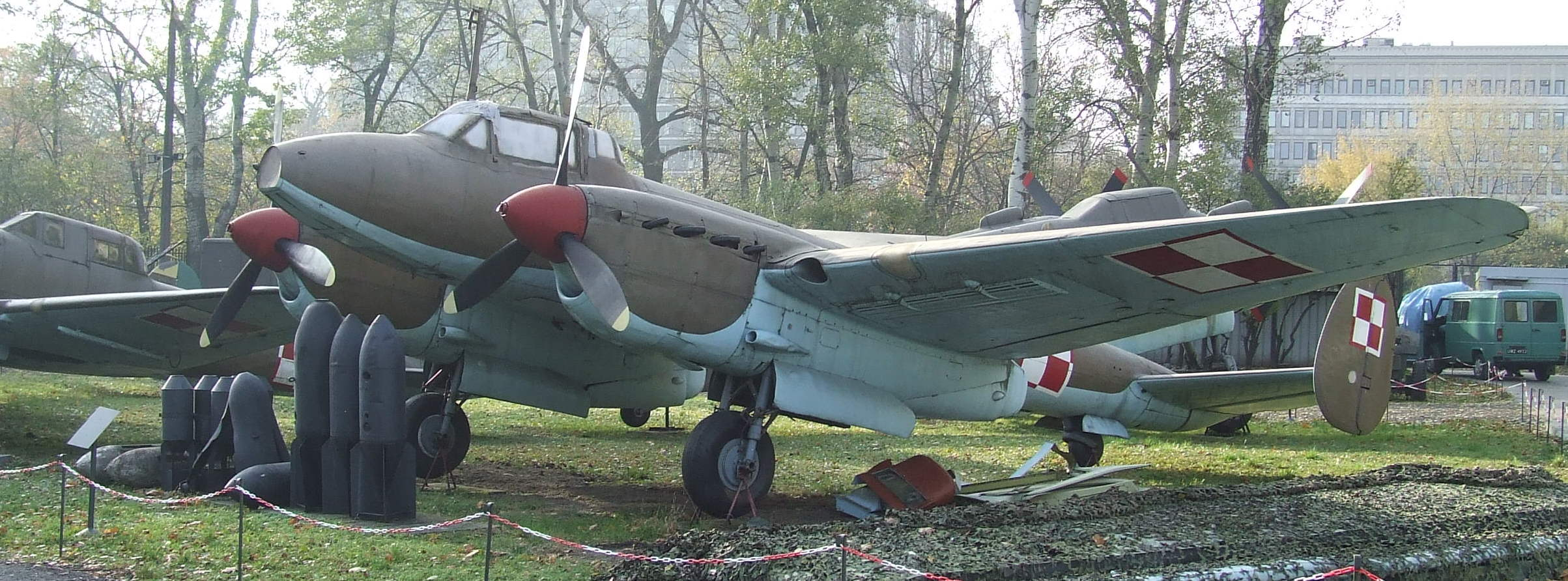
Pe-2

5 Pułk Lotnictwa Bombowego (5 plm) – oddział lotnictwa bombowego ludowego Wojska Polskiego. 

## Formowanie i zmiany organizacyjne
W końcu września 1944 roku, na bazie radzieckiego 11 Zapasowego Pułku Lotniczego, sformowano lotnisku w Kirowogrodzie (ZSRR) 4 Pułk Lotnictwa Bombowego. W połowie listopada został przeniesiony do Kazania, w grudniu do Tuły, a na początku lutego 1945 roku na węzeł lotniskowy Mirgorod. 
Pułk wszedł w skład 1 Dywizji Lotnictwa Bombowego. 5 maja 1945 roku pułk został przebazowany do Polski i rozmieszczony na lotnisku w  Sochaczewie.
1 maja 1945 roku pułk liczył 288 osób, w tym 107 oficerów, 175 podoficerów i 6 szeregowców. W składzie personelu latającego było 33 pilotów, 34 nawigatorów i 33 strzelców radiotelegrafistów. Uzbrojenie pułku stanowiło 30 samolotów bombowych Pe-2 i 2 myśliwce Ła-5.
Do końca wojny pułk nie osiągnął gotowości bojowej i w działaniach bojowych nie brał udziału.
W 1946 roku, w związku z przejściem lotnictwa Wojska Polskiego na stopę pokojową, 5 Pułk Lotnictwa Bombowego został rozformowany.

## Obsada personalna pułku
- dowódca pułku – mjr Mikołaj Dołgobajew
- zastępca dowódcy pułku do spraw polityczno-wychowawczych – mjr Mikołaj Łucenko
- szef sztabu pułku – ppłk Małachowski